# Воррен Радман
Воррен Брюс Радман (англ. Warren Bruce Rudman; нар. 18 травня 1930, Бостон, Массачусетс — пом. 19 листопада 2012, Вашингтон) — американський політик-республіканець. Він представляв Нью-Гемпшир у Сенаті США з 1980 по 1993.
Радман брав участь у Корейській війні в американській армії. Він отримав диплом юриста у 1960 році у Бостонському коледжі і почав свою кар'єру як адвокат у Нашуа, Нью-Гемпшир. Радман був генеральним прокурором штату Нью-Гемпшир з 1970 по 1976.